# Ізостера адсорбції
Ізостера адсорбції (рос. изостера адсорбции; англ. adsorption isostere; нім. Adsoptionsisostere f) — крива залежності рівноважного тиску газу від температури при постійній кількості газу, адсорбованого на поверхні одиниці маси адсорбенту.
- 1. Функція, що пов'язує рівноважний тиск з температурою при постійній величині кількості речовини, адсорбованої даною кількістю твердого адсорбенту.
- 2. Крива залежності рівноважного тиску газу від температури при постійній кількості газу, адсорбованого на поверхні одиниці маси адсорбенту.